# 霍梅爾科查湖 (卡曼蒂區)
13°31′50″S 70°46′08″W / 13.53056°S 70.76889°W
霍梅爾科查湖（Jomercocha），是秘魯的湖泊，位於該國南部庫斯科大區，由基斯皮坎奇省的卡曼蒂區負責管轄，處於維斯卡查尼山以北，海拔高度3,900米。